# حوزه انتخابیه ششم مریلند
حوزه انتخابیه ششم مریلند یک حوزه انتخابیه مجلس نمایندگان آمریکا است که در ایالت مریلند قرار دارد.